# بیگانه: کاوننت
بیگانه: کاوننت (به انگلیسی: Alien: Covenant) یک فیلم علمی–تخیلی و ترسناک آمریکایی به کارگردانی ریدلی اسکات و نویسندگی جان لوگان و دانته هارپر است. این فیلم دنباله‌ای بر فیلم پرومتئوس در سال ۲۰۱۲ و دومین قسمت در مجموعه پیش‌درآمدی سری فیلم‌های بیگانه به‌شمار می‌رود. در این فیلم بازیگرانی همچون مایکل فاسبندر، کاترین واترستون، دنی مک‌براید، دمیان بیچیر، کارمن اجوگو، بیلی کروداپ و الکساندر انگلند ایفای نقش می‌کنند. فیلم‌برداری بیگانه: کاوننت از ۴ آوریل ۲۰۱۶ در تنگه میلفورد، نیوزیلند آغاز شد، و در نهایت توسط فاکس قرن بیستم در ۱۹ مه ۲۰۱۷ به نمایش درآمد.

## خلاصهٔ داستان
بعد از گذشت یازده سال از شکست مأموریت ال‌وی ۲۲۳، فضاپیمای کاوننت با ۲٬۰۰۰ کلونی انسان و با امید بنای تمدن بشری جدید در سیارهٔ اریگا ۶ راهی فضا می‌شود، با یک برخورد در میانهٔ راه، خدمهٔ کاوننت از خواب موقت بیدار می‌شوند و در همین حال سیگنالی را دریافت می‌کنند که نشان می‌دهد سیارهٔ قابل سکونتی در نزدیکی آن‌ها وجود دارد.